# Marton-in-the-Forest
Marton-in-the-Forest – przysiółek w Anglii, w North Yorkshire. W latach 1870–1872 miejscowość liczyła 168 mieszkańców. Marton-in-the-Forest jest wspomniana w Domesday Book (1086) jako Martun.